# Hokuryū
Hokuryū (japanska: 北竜町?, Hokuryū-chō) är en landskommun (köping) i Hokkaido prefektur i Japan. 
Hokuryū är känt för sina stora odlingar av solrosor.